# Mali Pesak, Banatul de Nord
Mali Pesak (maghiară Kishomok) este o localitate în Districtul Banatul de Nord, Voivodina, Serbia.